# Енергія (Карлові Вари)
«Енергія Карлові Вари» (чеськ. HC Energie Karlovy Vary) — чеський хокейний клуб з м. Карлові Вари.

## Історія
Історія клубу почалась у 1932 році, коли було засновано клуб «Славія» Карлові Вари. Домашньою ареною їй слугував невеликий ставок, відомий як Малий Версаль. У 1948 році для команди побудували майданчик зі штучним льодом.
Найбільшого успіху клуб досяг у сезонах 1951/52, 1952/53, 1953/54, 1954/55 (команда виступала в чемпіонаті Республіки). У 1953 році клуб перейменовано у «Динамо». В сезоні 1954/55 команда вибула до другої ліги. В 1965 році команді повернули назву «Славія». 1970–1980-ті роки позначенні падінням клубу до регіонального чемпіонату.
Відродження команди почалося на початку 1990-х, у 1991 клуб отримав нову назву «ХК Бехеровка». В 1995 році команда виступає в першій лізі, а від 1997 — в екстралізі. У 2002 році прийшли нові спонсори «Соколівське вугілля», команда отримала назву «ХК Енергія Карлові Вари». У 2009 році клуб брав участь у Кубку Шпенглера.
Серед відомих гравців: Вацлав Шінагль та Томаш Вокоун.